# Саховат (Шахрітуський район)
Сахова́т (тадж. Саховат) — село у складі Хатлонської області Таджикистану. Входить до складу джамоату Худойназара Холматова Шахрітуського району.
Назва села перекладається як «щедрість».
Населення — 1260 осіб (2017).